# تپه‌های A، G، F سه گابی
تپه‌های A, G، F سه گابی مربوط به مس و سنگ است و در شهرستان تویسرکان، بخش قلقل رود، روستای سه گابی واقع شده و این اثر در تاریخ ۲۴ اسفند ۱۳۸۳ با شمارهٔ ثبت ۱۱۴۶۱ به‌عنوان یکی از آثار ملی ایران به ثبت رسیده است.